# Nihat Hatipoğlu
Nihat Hatipoğlu (Diyarbakır, 11 mei 1955) is een Turkse academicus en theoloog. Hatipoğlu is vooral bekend om zijn wekelijkse religieuze programma’s op de Turkse televisiezender ATV. 

## Biografie
Hatipoğlu werd op 11 mei 1955 in Diyarbakır geboren. Hij heeft zijn basisschool in Siirt en Malatya afgemaakt. In 1981 behaalde hij zijn diploma theologie aan de Universiteit van Ankara. In 2012 verkreeg hij de titel professor. Sinds 18 januari 2019 is hij de rector magnificus van Gaziantep İslam Bilim ve Teknoloji Üniversitesi.

## Literaire werken
- İnsanlığın Geleceği ve İslam, 1988
- İslami Davetin İlkeleri, 1988
- Fitneler, 1997
- Ashapdan Bir Demet, 1997
- Bazı Hadislerin Günümüze Yansıması, 1997
- Ayetlere Farklı Bir Bakış, 1997
- Asr-ı Saadette Müşrik ve Münafık Liderler, 1999
- Kur'an-ı Kerim'in Anlaşılmasında Hadislerin Rolü, 1999
- Ebu Zür'a er-Razi ve Hadis İlmindeki Yeri, 2000
- Hz. Peygamberle İslam'ı Doğru Anlamak, 2006
- Saadet Asrından Damlalar, 2008
- Sevgi Dininden Yansımalar, 2009
- Dört Halife, 2010
- Gökteki Yıldızlar, 2010
- O'nu Nasıl Sevdiler, 2010
- Nihat Hatipoğlu'nun Kaleminden Günlük Dualar, 2010
- Barış Elçisinden Rahmet Dokunuşları, 2010
- Allah'ı Bildiğimi Sanırdım, 2011
- Rahmete Firar Etmek, 2011
- Büyüklerin Duaları, 2011
- Kur'an ve Sünnet Işığında Felaketler ve Deprem, 2011
- Hz. Peygamber ile Kur’an’ı Doğru Anlamak, 2015[1]

- International Standard Name Identifier: 0000 0003 7099 3928
- Library of Congress Control Number: no2012067916
- Virtual International Authority File: 250431080
- WorldCat: E39PBJmDmXbwbDdKxxTKbMDpfq